# 西西波魚
西西波魚（学名：Rasbora taytayensis）為輻鰭魚綱鯉形目鯉科波魚屬的一個種，該物種分布於亞洲菲律賓巴拉望島，體長可達5公分，棲息在中底層水域。